# Équipe d'Allemagne de football au Championnat d'Europe 1992
L'équipe d'Allemagne de football participe à sa 6e phase finale championnat d'Europe lors de l'édition 1992 qui se tient en Suède du 10 au 26 juin 1992, sa première depuis la réunification.
Les Allemands se présentent à la compétition en tant que champions du monde en titre. L'Allemagne se classe deuxième du groupe 2 au premier tour derrière les Pays-Bas et bat ensuite la Suède en demi-finale. Les Allemands disputent contre le Danemark leur 4e finale de championnat d'Europe et s'inclinent à ce stade pour la seconde fois, dans le temps règlementaire, 2-0.
À titre individuel, Andreas Brehme, Thomas Hässler et Jürgen Kohler font partie de l'équipe-type du tournoi. Karl-Heinz Riedle termine meilleur buteur ex æquo de l'Euro 1992 avec 3 buts.

## Phase qualificative
La phase qualificative est composée de cinq groupes de cinq nations et deux groupes de quatre nations. Les sept vainqueurs de poule se qualifient pour l'Euro 1992 et ils accompagnent la Suède, qualifiée d'office en tant que pays organisateur. L'Allemagne remporte le groupe 5.
Les deux Allemagne étaient appelées à se rencontrer pour la deuxième fois seulement dans leur histoire après leur première et unique opposition lors de la Coupe du monde 1974. La réunification allemande, décidée à l'été 1990, entraine le retrait de la RDA quelques semaines avant le début des éliminatoires. Le groupe 5 compte ainsi quatre participants au lieu des cinq prévus initialement.
| Rang | Équipe         | Pts | J | G | N | P | Bp | Bc | Diff |  | Résultats (▼ dom., ► ext.) |     |     |     |     |
| ---- | -------------- | --- | - | - | - | - | -- | -- | ---- |  | -------------------------- | --- | --- | --- | --- |
| 1    | Allemagne      | 10  | 6 | 5 | 0 | 1 | 13 | 4  | +9   |  | Allemagne                  |     | 4-1 | 1-0 | 4-0 |
| 2    | Pays de Galles | 9   | 6 | 4 | 1 | 1 | 8  | 6  | +2   |  | Pays de Galles             | 1-0 |     | 3-1 | 1-0 |
| 3    | Belgique       | 5   | 6 | 2 | 1 | 3 | 7  | 6  | +1   |  | Belgique                   | 0-1 | 1-1 |     | 3-0 |
| 4    | Luxembourg     | 0   | 6 | 0 | 0 | 6 | 2  | 14 | -12  |  | Luxembourg                 | 2-3 | 0-1 | 0-2 |     |

## Phase finale

### Premier tour
| Groupe 2 |           |     |   |   |   |   |    |    |      |
|          | Équipe    | Pts | J | G | N | P | BP | BC | Diff |
| 1        | Pays-Bas  | 5   | 3 | 2 | 1 | 0 | 4  | 1  | +3   |
| 2        | Allemagne | 3   | 3 | 1 | 1 | 1 | 4  | 4  | 0    |
| 3        | Écosse    | 2   | 3 | 1 | 0 | 2 | 3  | 3  | 0    |
| 4        | CEI       | 2   | 3 | 0 | 2 | 1 | 1  | 4  | -3   |

| 12 juin | Pays-Bas | 1 | 0 | Écosse    |
| 12 juin | CEI      | 1 | 1 | Allemagne |
| 15 juin | Écosse   | 0 | 2 | Allemagne |
| 15 juin | Pays-Bas | 0 | 0 | CEI       |
| 18 juin | Pays-Bas | 3 | 1 | Allemagne |
| 18 juin | Écosse   | 3 | 0 | CEI       |

| 12 juin 1992                      | CEI                    | 1 – 1 | Allemagne   | Idrottsparken, Norrköping                      |                                                |
| 20:15 · Historique des rencontres | Dobrovolski 64e (pen.) |       | Hässler 90e | Spectateurs : 17 410 Arbitrage : Gérard Biguet | Spectateurs : 17 410 Arbitrage : Gérard Biguet |
| 20:15 · Historique des rencontres | (Rapport)              |       |             | Spectateurs : 17 410 Arbitrage : Gérard Biguet | Spectateurs : 17 410 Arbitrage : Gérard Biguet |

| 15 juin 1992                      | Allemagne                  | 2 – 0 | Écosse | Idrottsparken, Norrköping                     |                                               |
| 17:15 · Historique des rencontres | Riedle 29e · Effenberg 47e |       |        | Spectateurs : 17 638 Arbitrage : Guy Goethals | Spectateurs : 17 638 Arbitrage : Guy Goethals |
| 17:15 · Historique des rencontres | (Rapport)                  |       |        | Spectateurs : 17 638 Arbitrage : Guy Goethals | Spectateurs : 17 638 Arbitrage : Guy Goethals |

| 18 juin 1992                      | Pays-Bas                                  | 3 – 1 | Allemagne     | Ullevi, Göteborg                                    |                                                     |
| 20:15 · Historique des rencontres | Rijkaard 4e · Witschge 15e · Bergkamp 72e |       | Klinsmann 53e | Spectateurs : 37 725 Arbitrage : Pierluigi Pairetto | Spectateurs : 37 725 Arbitrage : Pierluigi Pairetto |
| 20:15 · Historique des rencontres | (Rapport)                                 |       |               | Spectateurs : 37 725 Arbitrage : Pierluigi Pairetto | Spectateurs : 37 725 Arbitrage : Pierluigi Pairetto |

### Demi-finale
| Entraîneur : |
| T.Svensson   |

| Entraîneur : |
| B.Vogts      |

| Entraîneur : |
| T.Svensson   |

| Entraîneur : |
| B.Vogts      |

### Finale
| Titulaires : |  |
| |  |
| 1 Bodo Illgner · 2 Stefan Reuter · 3 Andreas Brehme · 4 Jürgen Kohler · 6 Guido Buchwald · 14 Thomas Helmer · 8 Thomas Hässler · 16 Matthias Sammer 45e · 17 Stefan Effenberg 81e · 11 Karl-Heinz Riedle · 18 Jürgen Klinsmann · |  |
| Remplaçants : |  |
| 45e 10 Thomas Doll · 81e 13 Andreas Thom · |  |
| Entraîneur : |  |
| Berti Vogts |  |

| Titulaires : |  |
| |  |
| 1 Peter Schmeichel · 2 John Sivebæk 67e · 3 Kent Nielsen · 4 Lars Olsen · 6 Kim Christofte · 12 Torben Piechnik · 13 Henrik Larsen · 18 Kim Vilfort · 7 John Jensen · 9 Flemming Povlsen · 11 Brian Laudrup · |  |
| Remplaçants : |  |
| 67e 17 Claus Christiansen · |  |
| Entraîneur : |  |
| Richard Møller Nielsen |  |

| Titulaires : |  |
| |  |
| 1 Bodo Illgner · 2 Stefan Reuter · 3 Andreas Brehme · 4 Jürgen Kohler · 6 Guido Buchwald · 14 Thomas Helmer · 8 Thomas Hässler · 16 Matthias Sammer 45e · 17 Stefan Effenberg 81e · 11 Karl-Heinz Riedle · 18 Jürgen Klinsmann · |  |
| Remplaçants : |  |
| 45e 10 Thomas Doll · 81e 13 Andreas Thom · |  |
| Entraîneur : |  |
| Berti Vogts |  |

| Titulaires : |  |
| |  |
| 1 Peter Schmeichel · 2 John Sivebæk 67e · 3 Kent Nielsen · 4 Lars Olsen · 6 Kim Christofte · 12 Torben Piechnik · 13 Henrik Larsen · 18 Kim Vilfort · 7 John Jensen · 9 Flemming Povlsen · 11 Brian Laudrup · |  |
| Remplaçants : |  |
| 67e 17 Claus Christiansen · |  |
| Entraîneur : |  |
| Richard Møller Nielsen |  |

## Effectif
Sélectionneur : Berti Vogts
| No. | Pos.      | Joueur            | Date de naissance et âge | Sélec. | Club                |
| --- | --------- | ----------------- | ------------------------ | ------ | ------------------- |
| 1   | Gardien   | Bodo Illgner      | 7 avril 1967             | 34     | 1. FC Cologne       |
| 2   | Défenseur | Stefan Reuter     | 16 octobre 1966          | 32     | Juventus de Turin   |
| 3   | Défenseur | Andreas Brehme    | 9 novembre 1960          | 69     | Inter de Milan      |
| 4   | Défenseur | Jürgen Kohler     | 6 octobre 1965           | 42     | Juventus de Turin   |
| 5   | Défenseur | Manfred Binz      | 22 septembre 1965        | 11     | Eintracht Francfort |
| 6   | Défenseur | Guido Buchwald    | 24 janvier 1961          | 51     | VfB Stuttgart       |
| 7   | Milieu    | Andreas Möller    | 2 septembre 1967         | 21     | Eintracht Francfort |
| 8   | Milieu    | Thomas Häßler     | 30 mai 1966              | 29     | AS Rome             |
| 9   | Attaquant | Rudi Völler       | 13 avril 1960            | 83     | AS Rome             |
| 10  | Milieu    | Thomas Doll       | 9 avril 1966             | 9      | Lazio de Rome       |
| 11  | Attaquant | Karl-Heinz Riedle | 16 septembre 1965        | 20     | Lazio de Rome       |
| 12  | Gardien   | Andreas Köpke     | 12 mars 1962             | 3      | 1. FC Nuremberg     |
| 13  | Attaquant | Andreas Thom      | 7 septembre 1965         | 4      | Bayer Leverkusen    |
| 14  | Défenseur | Thomas Helmer     | 21 avril 1965            | 7      | Borussia Dortmund   |
| 15  | Défenseur | Michael Frontzeck | 26 mars 1964             | 17     | VfB Stuttgart       |
| 16  | Milieu    | Matthias Sammer   | 5 septembre 1967         | 7      | VfB Stuttgart       |
| 17  | Milieu    | Stefan Effenberg  | 2 août 1968              | 7      | Bayern de Munich    |
| 18  | Attaquant | Jürgen Klinsmann  | 30 juillet 1964          | 36     | Inter de Milan      |
| 19  | Défenseur | Michael Schulz    | 3 septembre 1961         | 1      | Borussia Dortmund   |
| 20  | Défenseur | Christian Wörns   | 10 mai 1972              | 2      | Bayer Leverkusen    |

- Seules sont décomptées les sélections avec l'Allemagne réunifiée et/ou la RFA. Les sélections en RDA de Thomas Doll (29), Matthias Sammer (23) et Andreas Thom (51) ne sont pas prises en compte.

## Navigation